# Johnny Vegas
Michael Joseph Pennington, mer känd som Johnny Vegas, född 5 september 1970 St Helens, Lancashire, är en brittisk komiker och skådespelare.

## Biografi
Johnny Vegas har bland annat medverkat i flera brittiska komediserier såsom Ideal, Benidorm och Still Open All Hours. Han har även medverkat i den animerade filmen The Twits där han lånar ut rösten till herr Twit. Vegas har även setts flitigt som paneldeltagare i olika tävlingsprogram som QI, 8 Out of 10 Cats och brittiska versionen av Bäst i test (Taskmaster).

## Filmografi (i urval)
- 2005–2011 – Ideal (TV-serie)
- 2007–2017 – Benidorm (TV-serie)
- 2013–2019 – Still Open All Hours (TV-serie)
- 2025 – The Twits